# Основание Молдавского княжества
Основание Молдавского княжества (молд. и рум. Descălecatul Moldovei) — период в истории Молдавии между 1350 и 1401 гг., когда междуречье Сирета и Днестра стало объектом активного соперничества между региональными державами, которыми на тот момент были королевство Венгрия, королевство Польша и кочевые тюркско-монгольские народы, населявшие империю Золотая Орда к востоку. При этом земли княжества заселяли почти исключительно полукочевые романоязычные скотоводы валахи и, в меньшей степени, оседлые русины, в результате смешения которых образовались современные молдаване. К слову, первые следы полноценного европейского хозяйствования в междуречье Сирета и Прута оставили восточные славяне-тиверцы, однако нашествия кочевых тюркских племён либо разрушили очаги из хозяйствования, либо заставили их отойти на запад, где они смешались с валахами. Успешную борьбу с османами первой начали венгры, привлекавшие для этого местных валашских вассалов, с которыми у них, несмотря на наличие явного общего врага, также были много споров по языковым и религиозным вопросам.

## Венгерская марка
В XIV веке Золотая Орда пришла в упадок. В середине 1340-х годов венгры разгромили золотоордынское войско и земли в бассейне реки Молдовы оказались под властью венгерских королей. Венгры управляли этой территорией с помощью своих валашских наместников. Самым первым из них был Драгош Водэ, воевода из Марамуреша, с именем которого традиция связывает возникновение молдавского государства. Он правил два года с 1351 по 1353 и был маркграфом, будучи вассалом венгерского короля. По его приказу Драгош отправился с войском в междуречье Прута и Днестра, разбил монголов и изгнал их за Днестр, включив земли современной Бессарабии в состав марки. Вслед за Драгошем пришёл к власти его сын Сас (1354—1358), а затем его внук Балк, правивший меньше года.

## Развитие
В 1359 году в только что образованное княжество прибыл Богдан I, который поссорился с венгерским королём Лайошем I. Дело в том что венгры всё больше склонялись с сотрудничеству с немецкими феодалами, восприняв католичество и заимствовав латинский алфавит. Венгерская элита заняла активную антиправославную позицию, проводила политику полной ассимиляции славян и валахов. Богдан I сместил с престола лояльного венграм Балка и поднял мятеж против венгерской власти. В междуречье Прута и Днестра начали активно переселяться валахи из Трансильвании, нежелавшие мириться с засильем венгерских феодалов. Пользуясь относительной малочисленностью венгров и относительной удалённостью основного массива венгерских земель, расположенных за Карпатами, Богдан I продолжал свою политику. Борьба молдаван за независимость от Венгрии завершилась уже в 1365 году признанием Молдавского княжества венгерским королём. Первой столицей княжества стал город Сирет. Приток новых православных поселенцев в край продолжался до конца XV века.
В конце XIV неокрепшим Молдавским княжеством активно интересуется католическая Польша, издавна желавшая добиться выхода к Чёрному морю (Межморье). Исходя из корыстных личных соображений, сын Богдана Лацко в 1370 году принял католицизм, однако его предпочтение не разделили жители княжества, сохранявшие православные традиции. При Александре Добром в стране установилась политическая и экономическая стабильность. Этот правитель провёл границу между Валахией и Молдавией, организовал административную структуру княжества, аналогичную валашской, а также взял под свой контроль торговлю, воспользовавшись стратегическим положением княжества. В 1401 году Константинопольский Патриарх угасающей Византийской империи после долгих переговоров признал Иосифа митрополитом Молдавского княжества. К этому времени внутренняя структура княжества закончила своё сформирование. Это позволило молдаванам перенести долгий период османского владычества после турецких нашествий 1420-х годов.